# Torre de la Cabeza
La Torre de la Cabeza és una talaia o torrassa circular que es troba al terme municipal de Pegalajar, a la comarca de Sierra Mágina, província de Jaén, a una altitud de 611 m.

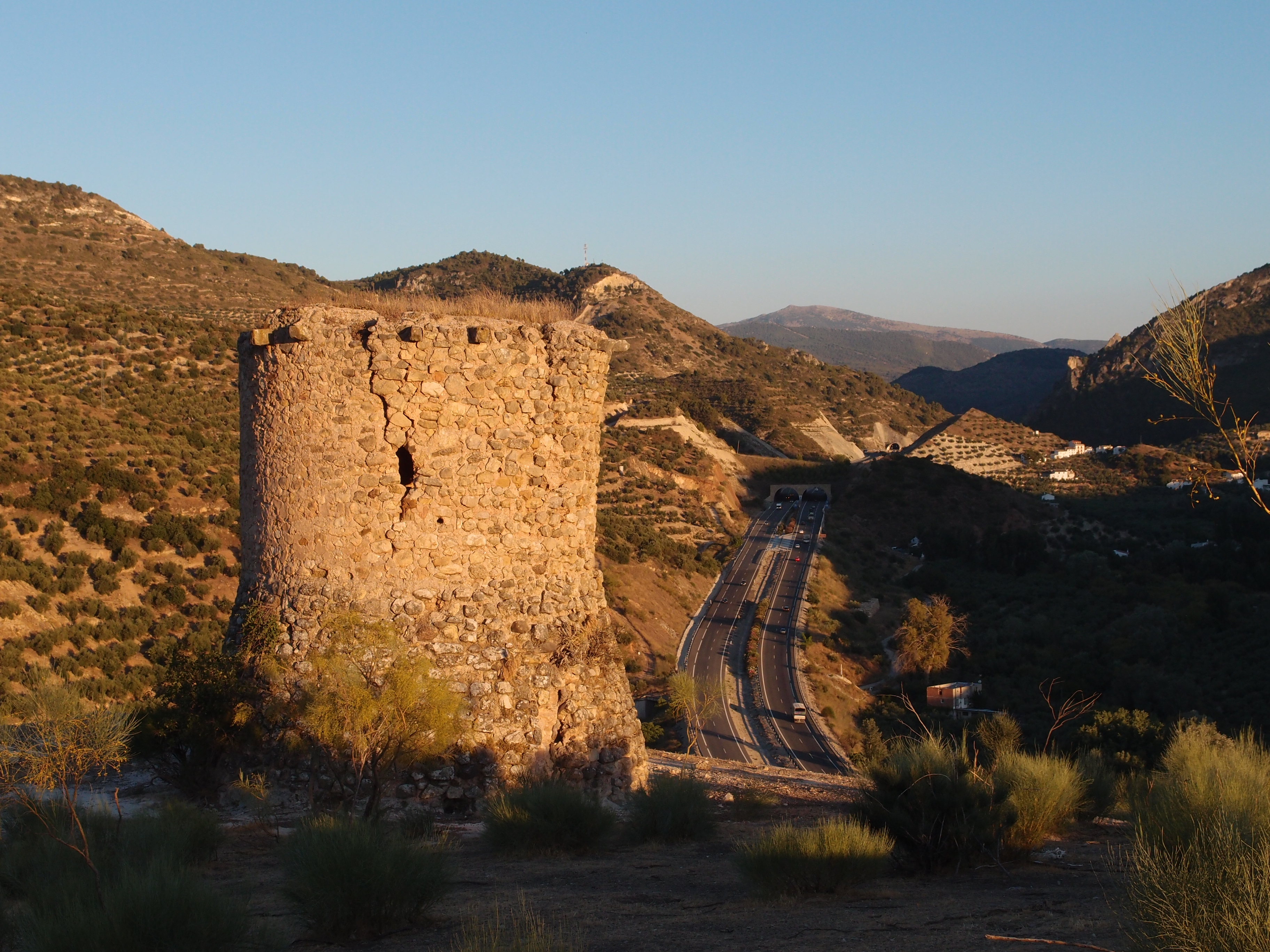
Vista de la Torre i de l'Autovia A-44 a La Cerradura

## Descripció
La talaia és una torrassa de maçoneria d'aspecte una mica rabassuda. L'altura de la torre és d'uns 8 metres aproximadament. La seva base és cilíndrica, recolzant-se sobre un pronunciat talús, que té en la seva part més baixa un perímetre de 25,8 metres. El parapet o part superior ha desaparegut, quedant restes de matacans que apunten al fet que es recolzava en un dic continu. L'accés a l'interior de la torre està a uns 3 metres d'altura.
La part troncocònica de l'edifici és massissa; la cilíndrica condueix a l'interior una cambra circular coberta per volta de mitja taronja. En l'ample del mur (1,55 metres) existeixen 3 espitlleres. Existia una escala encastada en el mur que portava fins a la terrassa, i de la qual avui només romanen les petjades que els forats de bastida han deixat a la part externa. En el sòl de la cambra, descendint pel cos inferior massís de la torre, hi ha un pou de secció rectangular que conduïa a una mina d'escapament, avui reomplerta de terra.

## Història
Es creu que la Torre de la Cabeza va ser construïda pel Conestable Don Miguel Lucas de Iranzo entre els anys 1462 i 1470. Es tracta d'una torre de guaita o talaia que custodiava l'entrada que dominaven els nassarites cap al Regne de Jaén, des d'on el terreny s'estreny (La Puerta de Arenas), situada aigües amunt del Guadalbullón.
Aquesta torre pertany al conjunt de talaies construïdes pels castellans a la fi de l'Edat Mitjana, que travessaven la Península de Nord a Sud. Les més immediates eren la Torre de la Pedregosa (en la Serrezuela de Pegalajar) i la Torre de l'Estrella (entre la Serra de los Bodegones i el Turó Estrella), totes dues derruïdes en l'actualitat.

## Protecció
Forma part del Patrimoni Immoble d'Andalusia, sent Bé d'Interès Cultural (BIC). Sota la protecció de la Declaració genèrica del Decret de 22 d'abril de 1949, i la Llei 16/1985 sobre el Patrimoni Històric Espanyol.

## Estat de conservació
Es troba en acceptable estat de conservació. Sense senyalitzacions ni panells informatius.